# Synaxis hirsutaria
Synaxis hirsutaria är en fjärilsart som beskrevs av Barnes och Mcdunnough 1913. Synaxis hirsutaria ingår i släktet Synaxis och familjen mätare. Inga underarter finns listade i Catalogue of Life.